# Campeonato Maranhense de Futebol de 2007
O Campeonato Maranhense de Futebol de 2007 é uma competição estadual realizada no Estado do Maranhão e organizada pela Federação Maranhense de Futebol.

## Clubes Participantes
| Escudo | Equipe         | Colocação em 2006 | Estádio (Mando) | Capacidade | Campeão Maranhense  |
|        | Americano      | 7º                | Correão         | 9 500      | 0 (não possui)      |
|        | Bacabal        | Campeão Série B   | Correão         | 9 500      | 1 (em 1996)         |
|        | Chapadinha     | 4º                | Lucidão         | 3 000      | 0 (não possui)      |
|        | Comerciário    | 8º                | Nhozinho Santos | 16 500     | 0 (não possui)      |
|        | Imperatriz     | 3º                | Frei Epifânio   | 12 000     | 1 (em 2005)         |
|        | Maranhão       | 5º                | Nhozinho Santos | 16 500     | 12 (último em 1999) |
|        | Moto Club      | Campeão           | Nhozinho Santos | 16 500     | 23 (último em 2006) |
|        | Nacional       | 2º Série B        | Binezão         | 9 000      | 0 (não possui)      |
|        | Sampaio Corrêa | 2º                | Nhozinho Santos | 16 500     | 28 (último em 2003) |
|        | Santa Quitéria | 6°                | Rodrigão        | 8 000      | 0 (não possui)      |

## Regulamento
O Campeonato Maranhense de Futebol de 2007 será disputado em dois turnos. No 1º turno, As dez equipes jogam entre si e os quatro primeiros colocados fazem as semi finais. Os vencedores farão a final do 1º turno. O 2º turno será igual ao 1º turno. Os campeões de cada turno fazem a final do campeonato em duas partidas, com vantagem para a equipe de melhor campanha no torneio. O campeão e o vice disputarão a Copa do Brasil. 

Os critérios para desempate em números de pontos são os seguintes, aplicados necessariamente na ordem em que aparecem: 

1. Maior número de vitórias; 

2. Melhor saldo de gols;

3. Maior número de gols pró;

4. Confronto direto (quando o empate for entre apenas duas equipes);

5. Menor número de cartões vermelhos;

6. Menor número de cartões amarelos;

7. Sorteio.

## Classificação Final
| Classificação Geral | Classificação Geral       | Classificação Geral | Classificação Geral | Classificação Geral | Classificação Geral | Classificação Geral | Classificação Geral | Classificação Geral | Classificação Geral | Classificação Geral |
| Pos                 | Time                      | PG                  | J                   | V                   | E                   | D                   | GP                  | GS                  | SG                  | %                   |
| ------------------- | ------------------------- | ------------------- | ------------------- | ------------------- | ------------------- | ------------------- | ------------------- | ------------------- | ------------------- | ------------------- |
| 1                   | Maranhão                  | 47                  | 28                  | 14                  | 5                   | 9                   | 44                  | 31                  | 13                  | 48.5                |
| 2                   | Imperatriz                | 40                  | 24                  | 11                  | 7                   | 6                   | 37                  | 24                  | 13                  | 33.3                |
| 3                   | Bacabal                   | 41                  | 24                  | 11                  | 8                   | 5                   | 34                  | 24                  | 10                  | 35.2                |
| 4                   | Chapadinha                | 36                  | 20                  | 10                  | 4                   | 6                   | 38                  | 27                  | 11                  | 42.1                |
| 5                   | Sampaio Corrêa            | 31                  | 20                  | 8                   | 7                   | 5                   | 27                  | 23                  | 4                   | 65.1                |
| 6                   | Moto Club                 | 27                  | 20                  | 7                   | 7                   | 6                   | 27                  | 27                  | 0                   | 29.6                |
| 7                   | Santa Quitéria            | 24                  | 18                  | 6                   | 6                   | 6                   | 25                  | 25                  | 0                   | 48.3                |
| 8                   | Nacional                  | 18                  | 18                  | 3                   | 9                   | 6                   | 23                  | 25                  | -2                  | 49.3                |
| 9                   | Americano                 | 13                  | 18                  | 4                   | 1                   | 13                  | 22                  | 41                  | -19                 | 26.3                |
| 10                  | Comerciário               | 6                   | 18                  | 0                   | 6                   | 12                  | 11                  | 41                  | -30                 | 25.9                |
|                     | Rebaixados à Série B 2008 |                     |                     |                     |                     |                     |                     |                     |                     |                     |

## Classificação (1° turno)
| Classificação 1º Turno | Classificação 1º Turno       | Classificação 1º Turno | Classificação 1º Turno | Classificação 1º Turno | Classificação 1º Turno | Classificação 1º Turno | Classificação 1º Turno | Classificação 1º Turno | Classificação 1º Turno | Classificação 1º Turno |
| Pos                    | Time                         | PG                     | J                      | V                      | E                      | D                      | GP                     | GS                     | SG                     | %                      |
| ---------------------- | ---------------------------- | ---------------------- | ---------------------- | ---------------------- | ---------------------- | ---------------------- | ---------------------- | ---------------------- | ---------------------- | ---------------------- |
| 1                      | Maranhão                     | 17                     | 9                      | 5                      | 2                      | 2                      | 15                     | 7                      | 8                      | 48.5                   |
| 2                      | Imperatriz                   | 17                     | 9                      | 5                      | 2                      | 2                      | 13                     | 6                      | 7                      | 33.3                   |
| 3                      | Bacabal                      | 16                     | 9                      | 5                      | 1                      | 3                      | 12                     | 9                      | 3                      | 35.2                   |
| 4                      | Moto Club                    | 16                     | 9                      | 4                      | 4                      | 1                      | 14                     | 8                      | 6                      | 42.1                   |
| 5                      | Sampaio Corrêa               | 15                     | 9                      | 4                      | 3                      | 2                      | 13                     | 12                     | 1                      | 65.1                   |
| 6                      | Chapadinha                   | 13                     | 9                      | 4                      | 1                      | 4                      | 14                     | 14                     | 0                      | 29.6                   |
| 7                      | Santa Quitéria               | 11                     | 9                      | 3                      | 2                      | 4                      | 11                     | 15                     | -4                     | 48.3                   |
| 8                      | Nacional                     | 9                      | 9                      | 1                      | 6                      | 2                      | 11                     | 11                     | 0                      | 49.3                   |
| 9                      | Americano                    | 4                      | 9                      | 1                      | 1                      | 7                      | 7                      | 19                     | -12                    | 26.3                   |
| 10                     | Comerciário                  | 4                      | 9                      | 0                      | 4                      | 5                      | 7                      | 16                     | -9                     | 25.9                   |
|                        | Classificados às semi-finais |                        |                        |                        |                        |                        |                        |                        |                        |                        |

| Semi Final | Semi Final | Semi Final | Semi Final | Semi Final | Semi Final | Semi Final | Semi Final | Semi Final | Semi Final | Semi Final |
| ---------- | ---------- | ---------- | ---------- | ---------- | ---------- | ---------- | ---------- | ---------- | ---------- | ---------- |

| Jogos de Ida    | Jogos de Ida | Jogos de Ida | Jogos de Ida | Jogos de Ida | Jogos de Ida |
| Local           | Data         | Hora         | Time         | Placar       | Time         |
| --------------- | ------------ | ------------ | ------------ | ------------ | ------------ |
| Estádio Correão | 30/09        | 17h00        | Bacabal      | 0x0          | Imperatriz   |
| Nhozinho Santos | 01/10        | 20h30        | Moto Club    | 1x3          | Maranhão     |

| Jogos de Volta  | Jogos de Volta | Jogos de Volta | Jogos de Volta | Jogos de Volta | Jogos de Volta |
| Local           | Data           | Hora           | Time           | Placar         | Time           |
| --------------- | -------------- | -------------- | -------------- | -------------- | -------------- |
| Nhozinho Santos | 04/10          | 20h30          | Maranhão       | 1x1            | Moto Club      |
| Frei D´ Abadia  | 04/10          | 20h30          | Imperatriz     | 2x1            | Bacabal        |

| Final | Final | Final | Final | Final | Final | Final | Final | Final | Final | Final |
| ----- | ----- | ----- | ----- | ----- | ----- | ----- | ----- | ----- | ----- | ----- |

| Jogos de Ida   | Jogos de Ida | Jogos de Ida | Jogos de Ida | Jogos de Ida | Jogos de Ida |
| Local          | Data         | Hora         | Time         | Placar       | Time         |
| -------------- | ------------ | ------------ | ------------ | ------------ | ------------ |
| Frei D´ Abadia | 07/10        | 20h30        | Imperatriz   | 3x1          | Maranhão     |

| Jogos de Volta  | Jogos de Volta | Jogos de Volta | Jogos de Volta | Jogos de Volta | Jogos de Volta |
| Local           | Data           | Hora           | Time           | Placar         | Time           |
| --------------- | -------------- | -------------- | -------------- | -------------- | -------------- |
| Nhozinho Santos | 11/10          | 20h30          | Maranhão       | 2x1            | Imperatriz     |

Campeão 1º turno = Imperatriz

## Classificação (2° turno)
| Classificação 2º Turno | Classificação 2º Turno       | Classificação 2º Turno | Classificação 2º Turno | Classificação 2º Turno | Classificação 2º Turno | Classificação 2º Turno | Classificação 2º Turno | Classificação 2º Turno | Classificação 2º Turno | Classificação 2º Turno |
| Pos                    | Time                         | PG                     | J                      | V                      | E                      | D                      | GP                     | GS                     | SG                     | %                      |
| ---------------------- | ---------------------------- | ---------------------- | ---------------------- | ---------------------- | ---------------------- | ---------------------- | ---------------------- | ---------------------- | ---------------------- | ---------------------- |
| 1                      | Chapadinha                   | 20                     | 9                      | 6                      | 2                      | 1                      | 22                     | 10                     | 12                     | 77.8                   |
| 2                      | Sampaio Corrêa               | 16                     | 9                      | 4                      | 4                      | 1                      | 13                     | 6                      | 7                      | 51.9                   |
| 3                      | Bacabal                      | 15                     | 9                      | 3                      | 6                      | 0                      | 13                     | 8                      | 5                      | 48.1                   |
| 4                      | Maranhão                     | 14                     | 9                      | 4                      | 2                      | 3                      | 14                     | 12                     | 2                      | 44.4                   |
| 5                      | Imperatriz                   | 13                     | 9                      | 3                      | 4                      | 2                      | 16                     | 12                     | 4                      | 44.4                   |
| 6                      | Santa Quitéria               | 13                     | 9                      | 3                      | 4                      | 2                      | 14                     | 10                     | 4                      | 40.7                   |
| 7                      | Moto Club                    | 10                     | 9                      | 3                      | 1                      | 5                      | 11                     | 15                     | -4                     | 37                     |
| 8                      | Americano                    | 9                      | 9                      | 3                      | 0                      | 6                      | 15                     | 22                     | -7                     | 37                     |
| 9                      | Nacional                     | 9                      | 9                      | 2                      | 3                      | 4                      | 12                     | 14                     | -2                     | 33.3                   |
| 10                     | Comerciário                  | 2                      | 9                      | 0                      | 2                      | 7                      | 4                      | 25                     | -21                    | 29.6                   |
|                        | Classificados às semi-finais |                        |                        |                        |                        |                        |                        |                        |                        |                        |

| Semi Final | Semi Final | Semi Final | Semi Final | Semi Final | Semi Final | Semi Final | Semi Final | Semi Final | Semi Final | Semi Final |
| ---------- | ---------- | ---------- | ---------- | ---------- | ---------- | ---------- | ---------- | ---------- | ---------- | ---------- |

| Jogos de Ida    | Jogos de Ida | Jogos de Ida | Jogos de Ida | Jogos de Ida | Jogos de Ida   |
| Local           | Data         | Hora         | Time         | Placar       | Time           |
| --------------- | ------------ | ------------ | ------------ | ------------ | -------------- |
| Nhozinho Santos | 02/12        | 17h00        | Maranhão     | 2x0          | Chapadinha     |
| Correão         | 02/12        | 17h00        | Bacabal      | 2x0          | Sampaio Corrêa |

| Jogos de Volta  | Jogos de Volta | Jogos de Volta | Jogos de Volta | Jogos de Volta | Jogos de Volta |
| Local           | Data           | Hora           | Time           | Placar         | Time           |
| --------------- | -------------- | -------------- | -------------- | -------------- | -------------- |
| Lucídio Frazão  | 06/12          | 16h00          | Chapadinha     | 2x1            | Maranhão       |
| Nhozinho Santos | 06/12          | 20h30          | Sampaio Corrêa | 2x4            | Bacabal        |

| Final | Final | Final | Final | Final | Final | Final | Final | Final | Final | Final |
| ----- | ----- | ----- | ----- | ----- | ----- | ----- | ----- | ----- | ----- | ----- |

| Jogos de Ida    | Jogos de Ida | Jogos de Ida | Jogos de Ida | Jogos de Ida | Jogos de Ida |
| Local           | Data         | Hora         | Time         | Placar       | Time         |
| --------------- | ------------ | ------------ | ------------ | ------------ | ------------ |
| Nhozinho santos | 09/12        | 17h00        | Maranhão     | 2x0          | Bacabal      |

| Jogos de Volta | Jogos de Volta | Jogos de Volta | Jogos de Volta | Jogos de Volta | Jogos de Volta |
| Local          | Data           | Hora           | Time           | Placar         | Time           |
| -------------- | -------------- | -------------- | -------------- | -------------- | -------------- |
| Correão        | 13/12          | 20h30          | Bacabal        | 2x1            | Maranhão       |

Campeão 2º turno = Maranhão

## Final
| Final | Final | Final | Final | Final | Final | Final | Final | Final | Final | Final |
| ----- | ----- | ----- | ----- | ----- | ----- | ----- | ----- | ----- | ----- | ----- |

| Jogos de Ida   | Jogos de Ida | Jogos de Ida | Jogos de Ida | Jogos de Ida | Jogos de Ida |
| Local          | Data         | Hora         | Time         | Placar       | Time         |
| -------------- | ------------ | ------------ | ------------ | ------------ | ------------ |
| Frei D´ Abadia | 16/12        | 20h30        | Imperatriz   | 0x1          | Maranhão     |

| Jogos de Volta  | Jogos de Volta | Jogos de Volta | Jogos de Volta | Jogos de Volta | Jogos de Volta |
| Local           | Data           | Hora           | Time           | Placar         | Time           |
| --------------- | -------------- | -------------- | -------------- | -------------- | -------------- |
| Nhozinho Santos | 20/12          | 20h30          | Maranhão       | 1x2            | Imperatriz     |

Campeão Maranhense = Maranhão Atlético Clube